# Charles Roven
Charles Roven (Los Ángeles, California, EE. UU., 2 de agosto de 1949) es un productor de cine estadounidense y el presidente y cofundador de Atlas Entertainment. Es conocido por producir las películas de superhéroes The Dark Knight Trilogy, Suicide Squad, Man of Steel, Batman v Superman: Dawn of Justice y más.

## Premios y nominaciones
Su película American Hustle fue nominada para el Premio a la Mejor Película de la Academia en 2014, así como en otras 9 categorías. En enero de 2018, Roven recibió el premio David O. Selznick Achievement Award por su trabajo del Producers Guild of America.

## Vida personal
Estuvo casado con la productora Dawn Steel desde 1985 hasta su muerte en 1997. Los dos tienen una hija, Rebecca, nacida en marzo de 1987. Roven más tarde se casó con la restauradora Stephanie Haymes, la hija de los artistas Dick Haymes y Fran Jeffries.

## Filmografía
| - Heart Like a Wheel (1983) - Made in U.S.A. (1987) - Johnny Handsome (1989) - The Blood of Heroes (1989) - Cadillac Man (1990) - Final Analysis (1992) - Angus (1995) - 12 Monkeys (1995) - Fallen (1998) - City of Angels (1998) - Three Kings (1999) - Rollerball (2002) - Scooby-Doo (2002) | - Bulletproof Monk (2003) - Scooby-Doo 2: Monsters Unleashed (2004) - Kicking & Screaming (2005; productor ejecutivo) - Batman Begins (2005) - The Brothers Grimm (2005) - Idlewild (2006) - Live! (2007) - The Bank Job (2008) - Get Smart (2008) - Get Smart's Bruce and Lloyd: Out of Control (2008) - The Dark Knight (2008) - The International (2009) - Season of the Witch (2011) - The Dark Knight Rises (2012) | - Man of Steel (2013) - American Hustle (2013) - Batman v Superman: Dawn of Justice (2016) - Warcraft (2016) - Suicide Squad (2016) - The Great Wall (2016) - Wonder Woman (2017) - Justice League (2017) - Triple Frontier (2019) - Wonder Woman 1984 (2020) - Scoob (2020) - Uncharted (2021) - The Suicide Squad (2021) |

## Premios y nominaciones
Premios Óscar
| Año  | Categoría                 | Trabajo nominado | Resultado |
| ---- | ------------------------- | ---------------- | --------- |
| 2014 | Óscar a la mejor película | American Hustle  | Nominado  |
| 2024 | Óscar a la mejor película | Oppenheimer      | Ganador   |